# Kanenobu
Kanenobu (jap. 兼信) ist der Name eines japanischen Schwertschmieds der für das Produzieren von Nihonto, d. h. Katana, Wakizashi und gelegentlich auch Stangenwaffen, wie z. B. Yari, in der Art der Mino-Tradition bekannt war. Der Name ist über die lange Geschichte der japanischen Schmiedekunst häufig verwendet worden. In den gängigen Registern sind dutzende Schmiede mit diesem Namen über einen Zeitraum von rund 7 Jahrhunderten vertreten.
Koto Kanenobu und die Shiga-Seki-Schule
Zu einem der bedeutendsten zählt Shigaseki Kanenobu. Er nimmt eine wichtige Stellung in der Geschichte des japanischen Schwertes ein, da er um das Jahr 1467 aus der Stadt Seki in der Provinz Mino in das Dorf Shiga in der benachbarten Provinz Owari umsiedelt. Dort arbeitet er in seinem eigenen, unverwechselbaren Stil weiter und gründet so mit seinen Schüler die sogenannten Shiga-Seki Zweig der Mino-Tradition.
Er entstammte der Naoe Shizu-Linie ab (wo ein Schmied mit dem Namen Kanenobu bereits seit 1317 bekannt war) und war selbst in der Bumei-Periode tätig, etwa von 1460 wohl bis in die 1530er Jahre. Er arbeitete bis zum Schluss in Owari, und die Ursprünge der Owari-Shinto-Schule lassen sich auf diesen Schmied der Koto-Zeit zurückführen.
Von seinen Arbeiten bzw. den Arbeiten seiner Schüler sind viele Naginata oder Naginata Naoshi bekannt. Einige Wakizashi wurden wohl auch bewusst im Stil einer Naginata gearbeitet, da diese zum Ender der Muromachi-Periode wieder in Mode kamen.
Shinto Kanenobu
Zu Zeiten der "neuen Klingen" (Shinto) gab es ebenfalls mehrere Schmiede unter dem Namen Kanenobu. Nach Ansicht von Victor Harris, dem Kurator der Abteilung für japanische Antiquitäten am britischen Museum in London, lebte ein weiterer bedeutender Kanenobu um das Jahr 1655 in der Provinz Mino, einem Gebiet, das für seine Klingen berühmt war.
Kanenobu und einige seiner Nachfolger sind als überdurchschnittlich gute Schwertschmiede anerkannt. So bewertet das Sammelwerk Fujishiros Kanenobu den Ersten mit der Wertung Chu-jo saku, was so viel wie überdurchschnittlich bedeutet. Einige der Nachkommen Kanenobus sind sogar noch heute aktiv. So nahm etwa 2004 einer der Nachkommen Kanenobus an einem NBTHK-Klingenschmiedewettbewerb teil. Bei einer japanischen Klingenausstellung am britischen Museum war eines der gezeigten Werke eine Klinge von Kanenobu der dritten Generation, welche zwischen 1688 und 1704 angefertigt wurde.